# Lijst van regeringsleiders van afhankelijke territoria in 2016
Deze lijst van regeringsleiders van afhankelijke territoria in 2016 noemt de regeringsleiders die in 2016 in functie zijn of waren van de afhankelijke gebieden.

## A
| Naam gebied                 | Regeringsleider                        | Vertegenwoordiger van de staat         |
| --------------------------- | -------------------------------------- | -------------------------------------- |
| Akrotiri en Dhekelia        | Administrator Michael Wigston          | Administrator Michael Wigston          |
| Åland                       | Premier Katrin Sjögren                 | Gouverneur Peter Lindbäck              |
| Amerikaanse Maagdeneilanden | Gouverneur Kenneth Mapp                | Gouverneur Kenneth Mapp                |
| Amerikaans-Samoa            | Gouverneur Lolo Letalu Matalasi Moliga | Gouverneur Lolo Letalu Matalasi Moliga |
| Anguilla                    | Premier Victor Banks                   | Gouverneur Christina Scott             |
| Aruba                       | Premier Mike Eman                      | Gouverneur Fredis Refunjol             |
| Ashmore- en Cartiereilanden | Administrator Warren Truss             | Administrator Warren Truss             |

## B
| Naam gebied                      | Regeringsleider              | Vertegenwoordiger van de staat |
| -------------------------------- | ---------------------------- | ------------------------------ |
| Baker                            | Administrator Daniel M. Ashe | Administrator Daniel M. Ashe   |
| Bermuda                          | Premier Michael Dunkley      | Gouverneur George Fergusson    |
| Bonaire                          | Gezaghebber Edison Rijna     | Gezaghebber Edison Rijna       |
| Brits Indische Oceaanterritorium | Commissioner Peter Hayes     | Commissioner Peter Hayes       |
| Britse Maagdeneilanden           | Premier Orlando Smith        | Gouverneur John Duncan         |

## C
| Naam gebied     | Regeringsleider                                            | Vertegenwoordiger van de staat      |
| --------------- | ---------------------------------------------------------- | ----------------------------------- |
| Christmaseiland | Voorzitter van de Shire of Christmas Island Gordon Thomson | Administrator Barry Haase           |
| Cocoseilanden   | Voorzitter van de Shire of Cocos Balmut Pirus              | Administrator Barry Haase           |
| Cookeilanden    | Premier Henry Puna                                         | Queen's Representative Tom Marsters |
| Curaçao         | Premier Ben Whiteman                                       | Gouverneur Lucille George-Wout      |

## F
| Naam gebied                | Regeringsleider                                | Vertegenwoordiger van de staat                 |
| -------------------------- | ---------------------------------------------- | ---------------------------------------------- |
| Faeröer                    | Premier Aksel Johannesen                       | Rigsombudsmand Dan Michael Knudsen             |
| Falklandeilanden           | Chief Executive Keith Padgett                  | Gouverneur Colin Roberts                       |
| Franse Zuidelijke Gebieden | Administrateur supérieur Cécile Pozzo di Borgo | Administrateur supérieur Cécile Pozzo di Borgo |
| Frans-Polynesië            | President Édouard Fritch                       | Haut-Commissaire Lionel Beffre                 |

## G
| Naam gebied | Regeringsleider          | Vertegenwoordiger van de staat                                                                  |
| ----------- | ------------------------ | ----------------------------------------------------------------------------------------------- |
| Gibraltar   | Premier Fabian Picardo   | Gouverneur Alison MacMillan (waarnemend, tot 19 januari) Gouverneur Ed Davis (vanaf 19 januari) |
| Groenland   | Premier Kim Kielsen      | Rigsombudsmand Mikaela Engell                                                                   |
| Guam        | Gouverneur Eddie Calvo   | Gouverneur Eddie Calvo                                                                          |
| Guernsey    | Premier Jonathan Le Tocq | Luitenant-gouverneur Richard Collas (waarnemend)                                                |

## H
| Naam gebied               | Regeringsleider                                            | Vertegenwoordiger van de staat                             |
| ------------------------- | ---------------------------------------------------------- | ---------------------------------------------------------- |
| Heard en McDonaldeilanden | Administrator Tony Fleming                                 | Administrator Tony Fleming                                 |
| Howland                   | Administrator Daniel M. Ashe                               | Administrator Daniel M. Ashe                               |
| Hongkong                  | Chief Executive Leung Chun-ying Chief Secretary Carrie Lam | Chief Executive Leung Chun-ying Chief Secretary Carrie Lam |

## J
| Naam gebied | Regeringsleider              | Vertegenwoordiger van de staat   |
| ----------- | ---------------------------- | -------------------------------- |
| Jarvis      | Administrator Daniel M. Ashe | Administrator Daniel M. Ashe     |
| Jersey      | Premier Ian Gorst            | Luitenant-gouverneur John McColl |
| Johnston    | Administrator Daniel M. Ashe | Administrator Daniel M. Ashe     |

## K
| Naam gebied        | Regeringsleider              | Vertegenwoordiger van de staat |
| ------------------ | ---------------------------- | ------------------------------ |
| Kaaimaneilanden    | Premier Alden McLaughlin     | Gouverneur Helen Kilpatrick    |
| Kingman            | Administrator Daniel M. Ashe | Administrator Daniel M. Ashe   |
| Koraalzee-eilanden | Administrator Warren Truss   | Administrator Warren Truss     |

## M
| Naam gebied | Regeringsleider                  | Vertegenwoordiger van de staat   |
| ----------- | -------------------------------- | -------------------------------- |
| Macau       | Chefe do Executivo Fernando Chui | Chefe do Executivo Fernando Chui |
| Man         | Premier Allan Bell               | Luitenant-gouverneur Adam Wood   |
| Midway      | Administrator Daniel M. Ashe     | Administrator Daniel M. Ashe     |
| Montserrat  | Premier Donaldson Romeo          | Gouverneur Elizabeth Carriere    |

## N
| Naam gebied          | Regeringsleider                  | Vertegenwoordiger van de staat   |
| -------------------- | -------------------------------- | -------------------------------- |
| Navassa              | Administrator Daniel M. Ashe     | Administrator Daniel M. Ashe     |
| Nieuw-Caledonië      | President Philippe Germain       | Haut-Commissaire Vincent Bouvier |
| Niue                 | Premier Toke Talagi              | High Commissioner Ross Ardern    |
| Noordelijke Marianen | Gouverneur Ralph Torres          | Gouverneur Ralph Torres          |
| Norfolk              | Executive director Peter Gesling | Administrator Gary Hardgrave     |

## P
| Naam gebied      | Regeringsleider                     | Vertegenwoordiger van de staat      |
| ---------------- | ----------------------------------- | ----------------------------------- |
| Palmyra          | Administrator Daniel M. Ashe        | Administrator Daniel M. Ashe        |
| Pitcairneilanden | Burgemeester Shawn Christian        | Gouverneur Jonathan Sinclair        |
| Puerto Rico      | Gouverneur Alejandro García Padilla | Gouverneur Alejandro García Padilla |

## S
| Naam gebied                                | Regeringsleider                                     | Vertegenwoordiger van de staat     |
| ------------------------------------------ | --------------------------------------------------- | ---------------------------------- |
| Saba                                       | Gezaghebber Jonathan G. A. Johnson                  | Gezaghebber Jonathan G. A. Johnson |
| Saint-Barthélemy                           | Voorzitter van de Territoriale Raad Bruno Magras    | Prefect Philippe Chopin            |
| Saint-Pierre en Miquelon                   | Voorzitter van de Territoriale Raad Stéphane Artano | Prefect Jean-Christophe Bouvier    |
| Sint Eustatius                             | Gezaghebber Gerald Berkel                           | Gezaghebber Gerald Berkel          |
| Sint-Helena, Ascension en Tristan da Cunha | Gouverneur Mark Andrew Capes                        | Gouverneur Mark Andrew Capes       |
| Sint Maarten                               | Premier William Marlin                              | Gouverneur Eugene Holiday          |
| Saint-Martin                               | Voorzitter van de Territoriale Raad Aline Hanson    | Prefect Philippe Chopin            |

## T
| Naam gebied              | Regeringsleider       | Vertegenwoordiger van de staat |
| ------------------------ | --------------------- | ------------------------------ |
| Tokelau                  | Premier Siopili Perez | Administrator Jonathan Kings   |
| Turks- en Caicoseilanden | Premier Rufus Ewing   | Gouverneur Peter Beckingham    |

## W
| Naam gebied      | Regeringsleider                                              | Vertegenwoordiger van de staat          |
| ---------------- | ------------------------------------------------------------ | --------------------------------------- |
| Wake             | Eilandbestuurder Ronald Dion                                 | Gouverneur Gordon O. Tanner             |
| Wallis en Futuna | Voorzitter van de Territoriale Assemblee Mikaele Kulimoetoke | Administrateur supérieur Michel Aubouin |

## Z
| Naam gebied                                    | Regeringsleider            | Vertegenwoordiger van de staat |
| ---------------------------------------------- | -------------------------- | ------------------------------ |
| Zuid-Georgia en de Zuidelijke Sandwicheilanden | Commissioner Colin Roberts | Commissioner Colin Roberts     |